# Knäred
Knäred est une localité de Suède située dans la commune de Laholm du comté de Halland. En 2010, on y compte 1 088 habitants.

## Histoire
Knäred est connue pour avoir été l'endroit où a été signé le traité de Knäred en 1613, alors que la province de Halland faisait toujours partie du Danemark.